# Xerospermophilus spilosoma
Xerospermophilus spilosoma es una especie de roedor de la familia Sciuridae.

## Distribución geográfica yhábitat
Se encuentran en zonas áridas y semiáridas de México y de los Estados Unidos.